# Nihad Hasanović
Nihad Hasanović (Bihać, 11 agosto 1974) è uno scrittore bosniaco.
Tra le sue pubblicazioni vi sono le opere teatrali Podigni visoko baklju (Solleva la tua torcia, 1996) e Zaista? (Davvero?, 2001), la raccolta di prose Kad su narodi nestali (Quando i popoli scomparvero, 2003) e il romanzo O roštilju i raznim smetnjama (Sulla grigliata e disturbi vari, 2008). Ha pubblicato anche poesie, saggi e traduzioni dal francese, e occasionalmente dall'inglese e dallo spagnolo, in diverse riviste letterarie, cartacee ed online. Ha tradotto il romanzo di Kenizé Mourad Le jardin de Badalpour, L'esprit du terrorisme di Jean Baudrillard, e Cahier de Talamanca di Emil Cioran. Nihad Hasanović vive e lavora a Sarajevo.